# Tonga en los Juegos Olímpicos de Sídney 2000
Tonga estuvo representada en los Juegos Olímpicos de Sídney 2000 por tres deportistas, dos hombres y una mujer, que compitieron en dos deportes.
La portadora de la bandera en la ceremonia de apertura fue la atleta Ana Siulolo Liku. El equipo olímpico tongano no obtuvo ninguna medalla en estos Juegos.